# آنتونیو اسکارپا
آنتونیو اسکارپا (ایتالیایی: Antonio Scarpa؛ ۹ مهٔ ۱۷۵۲ – ۳۱ اکتبر ۱۸۳۲) یک کالبدشناس و استاد دانشگاه اهل ایتالیا بود.
او در سن ۱۵ سالگی با قبولی در امتحانات ورودی، به دانشگاه پادووا رفت و در آنجا از شاگردان جووانی باتیستا مورگانی بود و سرانجام در رشتهٔ پزشکی در ۱۹ مه ۱۷۷۰ میلادی، فارغ‌التحصیل شد.
او مشارکت‌های فراوانی در رمینهٔ آناتومی پزشکی داشت و امروزه نامش به نیام اسکارپا، مثلث اسکارپا، سوراخ‌های اسکارپا (در سقف دهان)، مایع اسکارپا (مایه آندولنف در گوش) و گانگلیون اسکارپا (نامِ دیگرِ گانگلیون وستیبولار در عصب وستیبولار) گره خورده‌است.
وی در سال ۱۸۰۱ میلادی، «رساله‌ای دربارهٔ بیماری‌های اصلی چشم» (ایتالیایی: Saggio di osservazioni e d'esperienze sulle principali malattie degli occhi) را منتشر کرد که نخستین کتاب توصیفی بیماری‌های مهم چشم به زبان ایتالیایی محسوب می‌شود و بعدها به زبان‌های مختلفی ترجمه شد. به همین سبب به او، «پدر علم چشم‌پزشکی ایتالیا» لقب داده‌اند.
وی همچنین همکار انجمن سلطنتی (از ۱۷۹۱) و عضو فرهنگستان پادشاهی علوم سوئد (از ۱۸۲۱) بود.